# 10分12吋
《10分12吋》，是香港歌手林子祥在1985年推出的單曲，AB面都是一樣的同名串燒歌曲，拼湊了20首歌曲，全長約10分鐘，所挑選的歌曲均是1980年代的熱門歌曲。
林子祥同時推出了此歌的音樂錄影帶。

## 背景
林子祥在早年唱英語歌時就已經製作串燒歌，至八十年代，香港樂壇有很多不同種類的歌，他都想翻唱，但怕太多「唱不完」，便想到用串燒歌的形式翻唱。林子祥發現不是首首歌都可以無縫連接，便以葉蒨文的《200度》為串連的元素，以及採用了的士高音樂節拍，使整曲「流暢並無突兀」，並在中文程度較好的時任妻子吳正元協助下改寫了部分歌詞（如『Thanks Thanks Thanks Thanks張國榮』）。歌名則源自於其曲長和載體：約十分鐘的歌、十二吋規格的黑膠單曲，也剛好對應林子祥的生日（10月12日）。為製造噱頭，林子祥想到用卡通漫畫作封面，並起用初出道的朱祖兒。

## 反響
單曲成為香港IFPI認證的白金唱片（1989年），並獲得該年度香港樂壇頒獎禮的數個獎項，包括最佳唱片封套設計獎，並掀起了香港樂壇往後的串燒歌曲熱潮，後仿者有許冠傑的《斤兩十足》（1985年）、周潤發的《12分十分吋》（1988年） 、曾志偉和林敏驄改編歌詞《皮球大合唱》（1989年）、朱咪咪的《十二分多一串》（1991年）、古巨基的《勁歌金曲》（2005年）等。林子祥在九十年代亦再度推出串燒歌《街頭霸王榜》和
《好氣連祥》。歌曲雖然大受歡迎，但亦被批評過於商業化。
2005年，蘋果日報邀樂界人士評選50張香港經典唱片，《10分12吋》入選其中，推薦者為黃志淙和仰止（張毅成）。

## 演唱曲目
|    | 歌名           | 原唱       | 歌曲派台年份 |
| -- | -------------- | ---------- | ------------ |
| 1  | 愛到發燒       | 林子祥     | 1984年       |
| 2  | 200度          | 葉蒨文     | 1985年       |
| 3  | 漫漫前路       | 徐小鳳     | 1979年       |
| 4  | 天籟…星河傳說  | 關正傑     | 1983年       |
| 5  | 天鳥           | 盧冠廷     | 1983年       |
| 6  | 你的眼神       | 林志美     | 1983年       |
| 7  | 震盪           | 陳秀雯     | 1984年       |
| 8  | Monica         | 張國榮     | 1984年       |
| 9  | 不羈的風       | 張國榮     | 1985年       |
| 10 | 開心鬼         | 杜麗莎     | 1984年       |
| 11 | 飛躍舞台       | 梅艷芳     | 1984年       |
| 12 | 激光中         | 羅文       | 1983年       |
| 13 | 世間始終你好   | 羅文、甄妮 | 1983年       |
| 14 | 成吉思汗       | 林子祥     | 1979年       |
| 15 | 阿里巴巴       | 林子祥     | 1980年       |
| 16 | 跟佢做個Friend | 許冠傑     | 1983年       |
| 17 | 財神到         | 許冠傑     | 1978年       |
| 18 | 愛情陷阱       | 譚詠麟     | 1985年       |
| 19 | 夏日寒風       | 譚詠麟     | 1984年       |
| 20 | 酒干倘賣無     | 蘇芮       | 1983年       |

## 相關獎項
- 1985香港電台最有創意歌曲獎
- 1985香港電台最佳唱片封套設計獎: 朱祖兒
- 1985無線電視十大勁歌金曲

## 現場演出
- 1986年《1985年度十大勁歌金曲頒獎典禮》
- 2001年《my903拉闊音樂會》（與陳奕迅）
- 2009年《十分十二子祥演唱會》
- 2011年《Vintage Lamusic Concert演唱會》
- 2013年《TVB新春黃金慶典》、音樂特輯《十分熹祥十分寸》